# セシル・ノバック
セシル・ノバック（Cécile Nowak 1967年4月22日- ）はフランスの柔道家。ヴァランシエンヌ出身。

## 人物
柔道は11歳の時に始めた。1989年の世界選手権48kg級では準決勝でイギリスのカレン・ブリッグスに小外刈で敗れて3位だった。一方で、ヨーロッパ柔道選手権大会ではこの年から4連覇を果たした。
1991年の世界選手権では決勝でブリッグスを判定で破って金メダルを獲得した。なお、この大会で3位になった田村亮子に強烈な印象を受けたため、その後に行われた全日本代表チームのフランス合宿で田村に練習を申し込んだところ、断られたという。｢彼女はずるかったわ。何度も練習に誘ったのに、彼女はいつも拒否したの。私は悲しいことだと思う。それが彼女の精神なのね。私はいつだってずるいことはしたことがない。彼女の態度には失望したわ。だって合宿というのは違った柔道、違ったスタイルに出会うために行われるものでしょう。性格が違うのね。よくわかったわ。｣とその時の模様を語った。
1992年のバルセロナオリンピックでは決勝で田村と対戦すると、双手刈と踵返で効果2つを取って金メダルを獲得した。フランス女子ナショナルチームの監督である村上清に田村の弱点は技を仕掛けて戻る際に重心がふらつくところだとの指摘を受け、この試合でもそのアドバイスに従ってポイントを稼いだ。また試合後には、｢田村は小さすぎる、勝てるわけがない。田村は16歳と若くきゃしゃだ。全く怖くなく、初めてだったが勝つ自信があった｣と挑発的なコメントを残した。
オリンピック後には52kg級に階級を上げてヨーロッパ選手権で3位になると、世界選手権でも3位になった。

## 主な戦績
48kg級での戦績
- 1985年 - オランダ国際　優勝
- 1986年 - ドイツ国際　3位
- 1986年 - オランダ国際　3位
- 1987年 - オーストリア国際　優勝
- 1989年 - フランス国際　優勝
- 1989年 - オランダ国際　優勝
- 1989年 - ヨーロッパ選手権　優勝
- 1989年 - 世界選手権　3位
- 1990年 - フランス国際　優勝
- 1990年 - ヨーロッパ選手権　優勝
- 1991年 - フランス国際　優勝
- 1991年 - ヨーロッパ選手権　優勝
- 1991年 - 世界選手権　優勝
- 1991年 - 福岡国際　5位
- 1992年 - フランス国際　2位
- 1992年 - ヨーロッパ選手権　優勝
- 1992年 - バルセロナオリンピック　優勝

52kg級での戦績
- 1993年 - フランス国際　優勝
- 1993年 - ヨーロッパ選手権　2位
- 1993年 - 世界選手権　3位